# Oude Raadhuis (Dortmund)

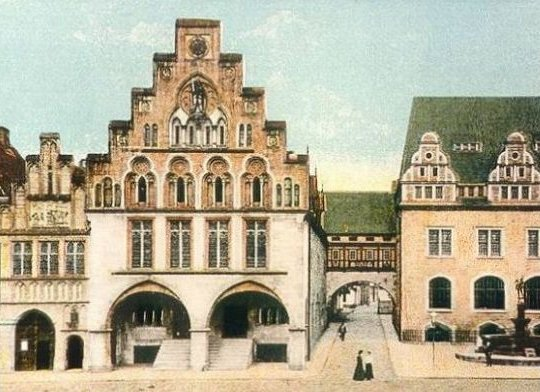
Het Oude Raadhuis op een ansichtkaart uit 1920

Het Oude Raadhuis (Duits: Alte Rathaus) was een Romaans gebouw en, tot het uiteindelijk afgebroken werd in 1955, het oudste stenen stadhuis van het Duitstalig gebied. Het stond aan de zuidkant van de oude markt.

## Geschiedenis
Het gebouw werd in 1241 gekocht door de stad Dortmund. De koopakte is bewaard gebleven en bevindt zich in het stadsarchief en is tevens het oudste document waarop het stadsbestuurd van Dortmund voorkomt. 
Tijdens de Tweede Wereldoorlog werd het gebouw zwaar beschadigd. In een aantal Duitse steden werd beslist om oude gebouwen te reconstrueren, maar in vele grootsteden werd gekozen voor een moderne heropbouw. Reeds in 1947 werden nog enkele muren van het gebouw gesloopt omdat er instortingsgevaar was en in 1955 werd het laatste gedeelte afgebroken. In de jaren zeventig werd geopperd om het gebouw te reconstrueren op de Friedensplatz, echter werden die plannen gestaakt omdat het gebouw sowieso te klein zou zijn om als stadhuis te dienen. In 2018 werd opnieuw een plan op poten gezet om het gebouw te reconstrueren, maar ook van deze plannen is uiteindelijk niets terecht gekomen.  